# نئو-فئودالیسم
نئو-فئودالیسم یا فئودالیسم نو، نظریه‌ای است دربارهٔ تولد مجدد برخی سیاست‌های حکمرانی، اقتصادی و زندگی عمومی در دوره معاصر که مشابه با سیاست‌های جوامع فئودالی در دوران‌های گذشته‌است، نظیر حقوق نابرابر و حمایت‌های قانونی برای عوام و اشراف.
مفهوم «نوفئودالیسم» ممکن است بر اقتصاد متمرکز باشد. از جمله مسائلی که ادعا می‌شود با ایده نوفودالیسم در جوامع معاصر مرتبط است، رده‌بندی طبقاتی، جهانی سازی، سیاست خارجی نومحافظه‌کارانه، مهاجرت انبوه / مهاجرت غیرقانونی، سیاست‌های مرزهای آزاد، شرکت‌های چند ملیتی و «ابر-شرکت‌گرایی» است.